# Geiger-Halbinsel
Die Geiger-Halbinsel (spanisch Península Geiger, in Argentinien Península Carmen) ist eine Halbinsel im Nordosten der Etainsel in der Gruppe der Melchior-Inseln im Palmer-Archipel westlich der Antarktischen Halbinsel.
Chilenische Wissenschaftler benannten sie nach Augusto Geiger Stahr, Mitglied des Einsatzverbands an Bord der Piloto Pardo bei der 19. Chilenischen Antarktisexpedition (1964–1965). Der Hintergrund der argentinischen Benennung ist nicht überliefert.